# Анна Венгерская (императрица Византии)
Анна Венгерская (около 1260 — около 1281, Константинополь) — принцесса венгерская и хорватская, императрица Византии.

## Биография
Происходила из династии Арпадов. Четвёртая дочь короля Венгрии Иштвана V и половецкой княжны Елизаветы Куманской. Иштван V был потомком великих князей Киевских Владимира Мономаха и Ярослава Мудрого, праправнуком княжны Ефросиньи, дочери Великого князя Киевского Мстислава Великого. Её мать, Елизавета, была дочерью половецкого хана Котяна, вождя приднепровских племён, обитавших на территории современной Украины и союзников русских князей. По отцовской линии была правнучкой никейского императора Феодора I Ласкариса.
Родилась около 1261 года. В это время никейский император Михаил VIII Палеолог отвоевал Константинополь у Латинской империи. Он был женат на внучатой племяннице императора Иоанна III Дуки Ватаца, зятя Феодора Ласкариса. На основе родственных отношений Венгрия и Византия заключили союз, подкрепив его браком между Анной и сыном византийского императора и соимператором (с 1272 года) — Андроником II Палеологом. Церемония состоялась 8 ноября 1273 года. Анна Арпад получила титул императрицы, но была по статусу ниже жены Михаила VIII Феодоры Дукини Ватацы.
Согласно Георгию Пахимеру у них было два сына:
- Михаил IX Палеолог, император Византии
- Константин Палеолог, деспот

Анна умерла между 1278 и 1281 годами до того, как её муж стал старшим императором в 1282 году. Андроник тяжело переживал смерть жены. Через три года, в 1284 году, он женился на Иоланде Монферратской.
Все императоры из династии Палеологов до падения Константинополя в 1453 году — её прямые потомки по линии Михаила.